# 8. pehotna divizija (Avstro-Ogrska)
8. pehotna divizija (izvirno nemško 8. Infanterie-Division oz. nemško 8. Infanterietruppendivision) je bila pehotna divizija avstro-ogrske kopenske vojske, ki je bila aktivna med prvo svetovno vojno.

## Organizacija
Maj 1914
- 15. pehotna brigada
- 16. pehotna brigada
- 96. pehotna brigada
- 121. pehotna brigada
- 122. pehotna brigada
- 41. poljskotopniški polk
- 14. poljskohavbični polk
- 14. težkohavbični divizion

## Poveljstvo
Poveljniki 
- Johann von Kirchbach auf Lauterbach: avgust - september 1914
- Ludwig von Fabini: september 1914 - avgust 1916
- Ignaz Verdroß von Drossberg: avgust 1916 - februar 1918
- Felix zu Schwarzenberg: februar - november 1918